# Bebil
Pour les articles homonymes, voir Bobilis.
Le bebil (ou bobilis, gbigbil) est une langue bantoue parlée par les Bobilis dans l'Est du Cameroun, dans le département du Lom-et-Djérem, aux environs de Bélabo. 
En 1991 on dénombrait 6 000 locuteurs.